# アンソニー・モード
アンソニー・モード（英語: Anthony Maude、1638年 – 1702年2月20日）は、アイルランド王国の政治家。1695年から1699年までアイルランド庶民院議員を務めた。

## 生涯
ロバート・モード（Robert Maude、1685年4月21日没）と妻フランシス（Frances、旧姓ワンズフォード（Wandesford）、1690年1月5日没、初代準男爵サー・クリストファー・ワンズフォードの娘）の息子として、1638年に生まれた。
1695年から1699年までケッシェル選挙区の代表としてアイルランド庶民院議員を務めた。
1702年2月20日に死去した。

## 家族
1666年にメアリー・チャールトン（Mary Charlton）と結婚したが、2人の間に子供はいなかった。1671年2月20日にアリス・ハートストング（Alice Hardstonge、初代準男爵サー・スタンディッシュ・ハートストングの娘）と再婚、1男1女をもうけた。
- アン - ディーン・リーヴス（Dean Ryves）と結婚。その後、シルヴェスター・クロス（Sylvester Cross）と再婚[3]
- ロバート（1677年 – 1750年8月4日[4]） - アイルランド庶民院議員、初代準男爵[3]